# Lago Chamo

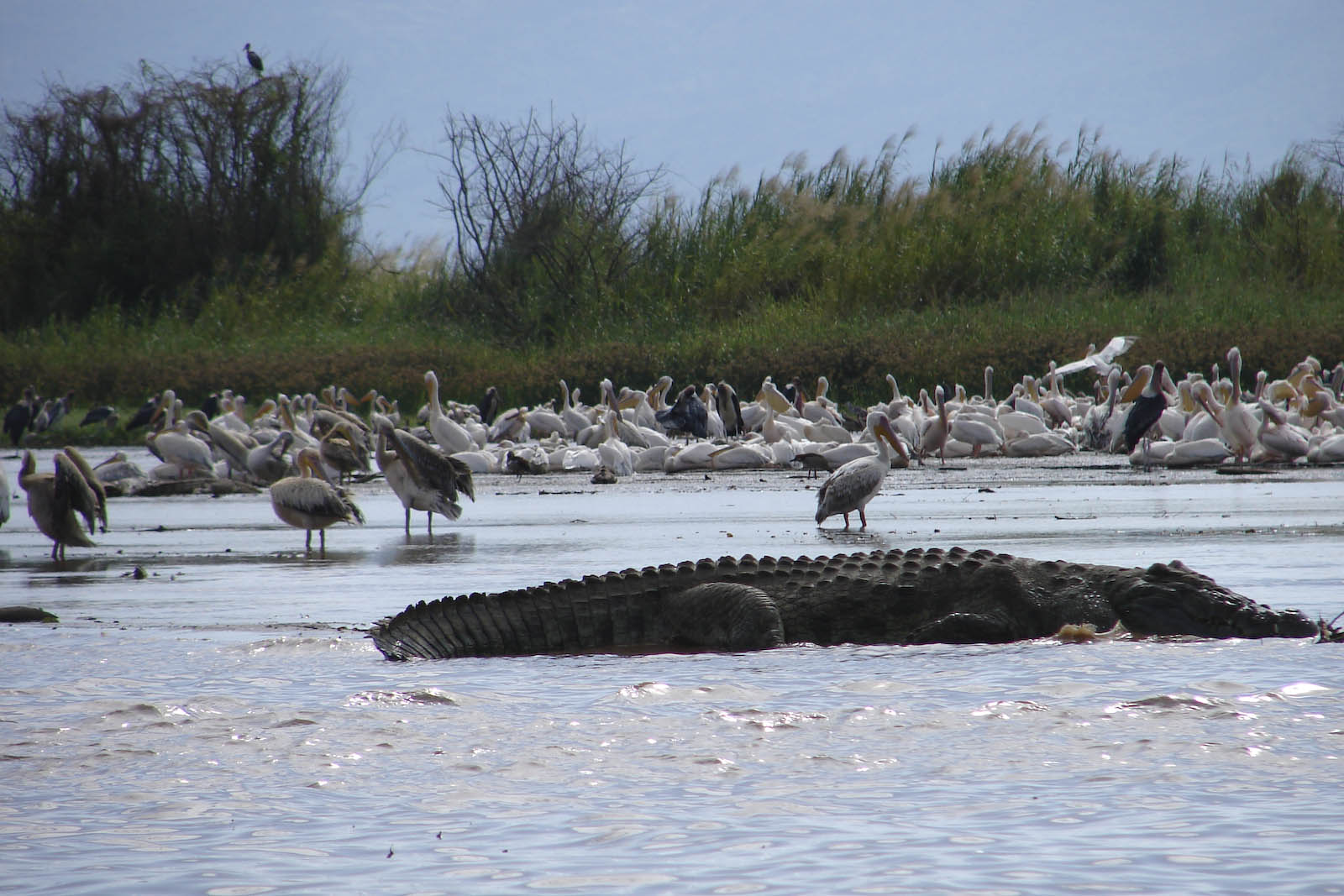
Cocodrilos en el lago

El lago Chamo (en amárico: ጫሞ ሐይቅ č’amo hayq) es un lago africano localizado en el sur de Etiopía, en la región de Naciones, Nacionalidades y Pueblos del Sur. Situado en el Rift etíope principal, está a una altitud de 1.110 metros. El lago se encuentra justo al sur del lago Abaya y la ciudad de Arba Minch, y al este de las montañas Guge.
El extremo norte del lago se encuentra en el Parque Nacional Nechisar. Según las cifras publicadas por la Agencia Central de Estadística etíope, tiene 32 km de largo y 13 km de ancho, con una superficie de 317 km²  y una profundidad máxima de 14 m, con una cuenca de unos 18.757 km². Otras fuentes le sitúan a una altitud de 1.235 m, con una longitud de 26 km, una anchura de 22 km, un área de 551 km², una cuenca de 2220 km² y una profundidad máxima de 10 m. El lago está bordeado por camas de Typha, así como humedales.
El lago Chamo es alimentado por el río Kulfo y varios pequeños arroyos, así como por el desbordamiento desde el lago Abaya que le llega por el río Ualo.
Se conoce en Europa desde 1893, cuando fue alcanzado por el explorador italiano Eugenio Ruspoli, que lo bautizó como lago Umberto en honor del entonces rey de Italia Humberto I. Después de la muerte de Ruspoli, el lago fue rebautizado como lago Ruspoli por el también explorador italiano Vittorio Bottego. 
Oscar Neumann,  explorando la zona en 1901, encontró un canal seco que conectaba el lago Chamo con el río Sagan, lo que lo llevó a concluir que el lago alimenta al Sagan en años de fuertes lluvias.
El área alrededor del lago está dominada por la sabana y es conocido por su abundante vida silvestre, viviendo en sus aguas peces como el bagre Bagrus docmac  y la perca del Nilo, así como hipopótamos y cocodrilos del Nilo.